# 26 a Go Go!!!
『26 a Go Go!!!』（ツェンティーシックス・ア・ゴー・ゴー！！！）は、日本のロックバンド、FLOWの9枚目のオリジナルアルバム。

## 概要
- 今作のジャケットは野球をイメージしている。
  - 今作のライブツアーの東名阪は二日間ずつ開催し一日目が表、二日目が裏となっていた。裏ではヴォーカルの立ち位置が普段と逆になっていた。
- 初回生産限定版にはDVD付き。
- キャッチコピーは、『FLOWの年（平成26年）に放つ全14球（曲）の勝負球！！！』

## 収録曲
全曲 作曲：Takeshi Asakawa
1. Introduction -collage-
編曲：FLOW
2. 愛愛愛に撃たれてバイバイバイ -Album Mix-
作詞：Kohshi Asakawa　編曲：Kenji Tamai & FLOW
  - メジャー27枚目のシングルのアルバムバージョン。
3. 閃光の唄
作詞：Kohshi Asakawa　編曲：FLOW
4. Marionette
作詞：Keigo Hayashi　編曲：FLOW
5. ラブ☆セラ
作詞：Kohshi Asakawa　編曲：FLOW
6. Smile Smile Smile
作詞：Kohshi Asakawa　編曲：FLOW
7. 常夏エンドレス -Album Ver.-
作詞：Kohshi Asakawa　編曲：FLOW
  - メジャー26枚目のシングルのアルバムバージョン。
8. GLORY DAYS
作詞：Kohshi Asakawa　編曲：FLOW
  - D☆DATEに提供した曲のセルフカバー。
9. Someday
作詞：Kohshi Asakawa　編曲：FLOW
10. Interlude -departure-
編曲：FLOW
11. ワンダーラスト
作詞：Kohshi Asakawa　編曲：FLOW
12. また逢う日まで
作詞：Kohshi Asakawa　編曲：FLOW
13. PRIDE
作詞：Kohshi Asakawa　編曲：FLOW
14. Conclusion -pride-
編曲：FLOW

## 初回特典
- DVD（後述）

## 初回特典DVD
- 常夏エンドレス (Music Video)
- 愛愛愛に撃たれてバイバイバイ (Music Video)
- New Album「26 a Go Go!!!」完成記念　全曲紹介という名の慰労会 in 箱根